# Chaulieu
Chaulieu är en kommun i departementet Manche i regionen Normandie i norra Frankrike. Kommunen ligger i kantonen Sourdeval som tillhör arrondissementet Avranches. År 2022 hade Chaulieu 287 invånare.

## Befolkningsutveckling
Antalet invånare i kommunen Chaulieu
| Referens: INSEE |